# Візенбронн
Візенбронн (нім. Wiesenbronn) — громада в Німеччині, розташована в землі Баварія. Підпорядковується адміністративному округу Нижня Франконія. Входить до складу району Кітцинген. Складова частина об'єднання громад Грослангайм.
Площа — 10,57 км2. Населення становить 1075 ос. (станом на 31 грудня 2020).

## Галерея

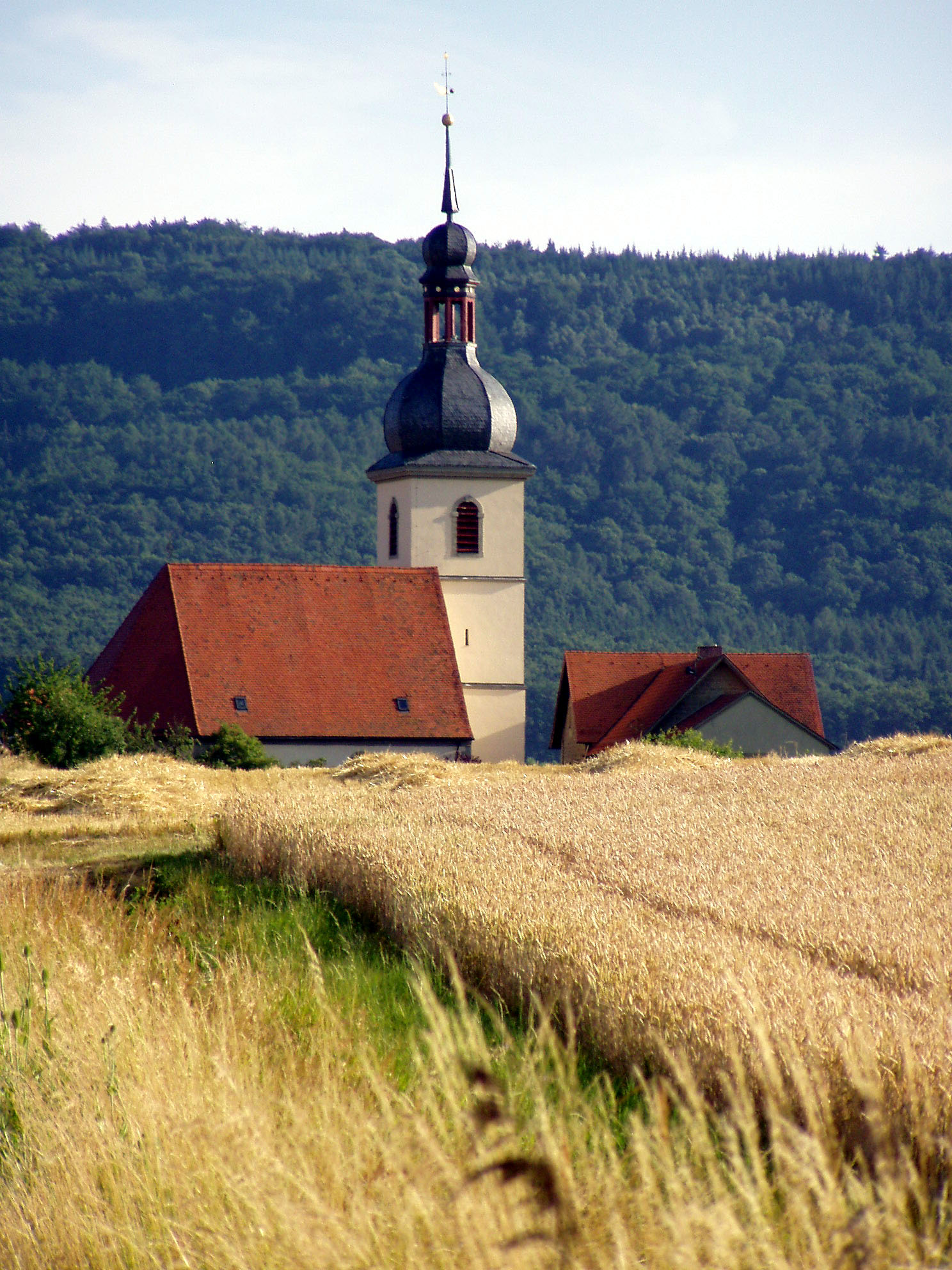
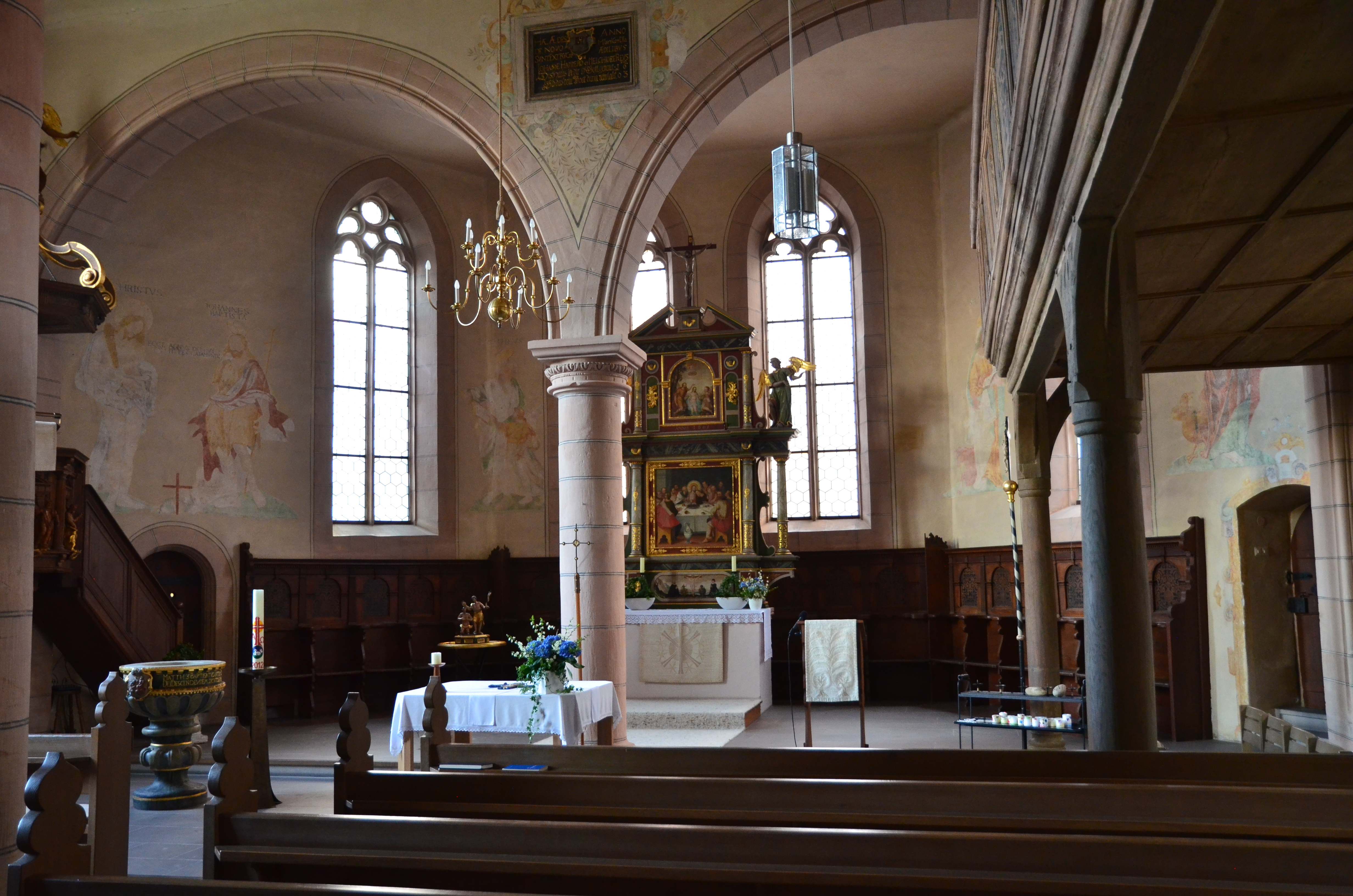
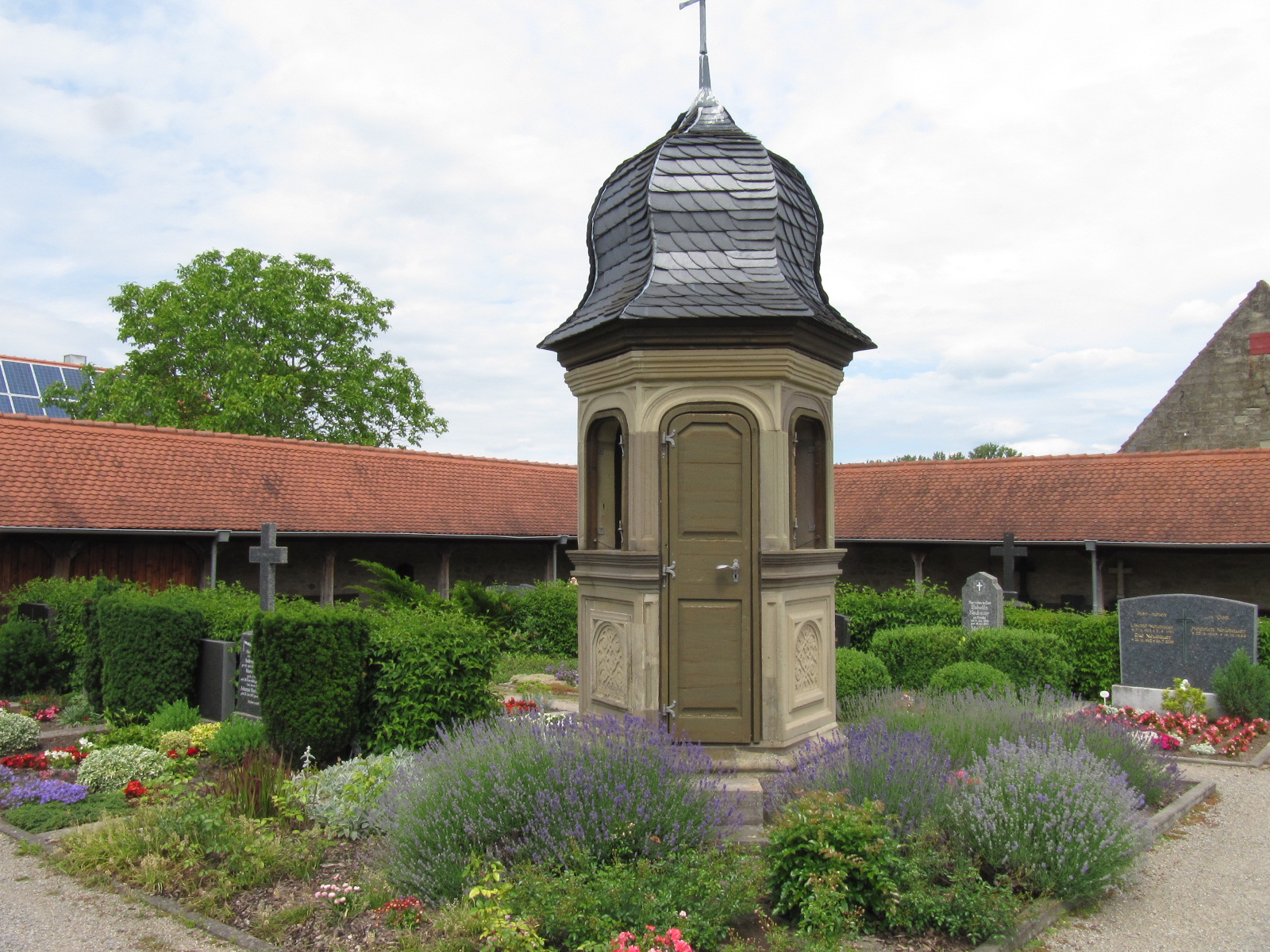
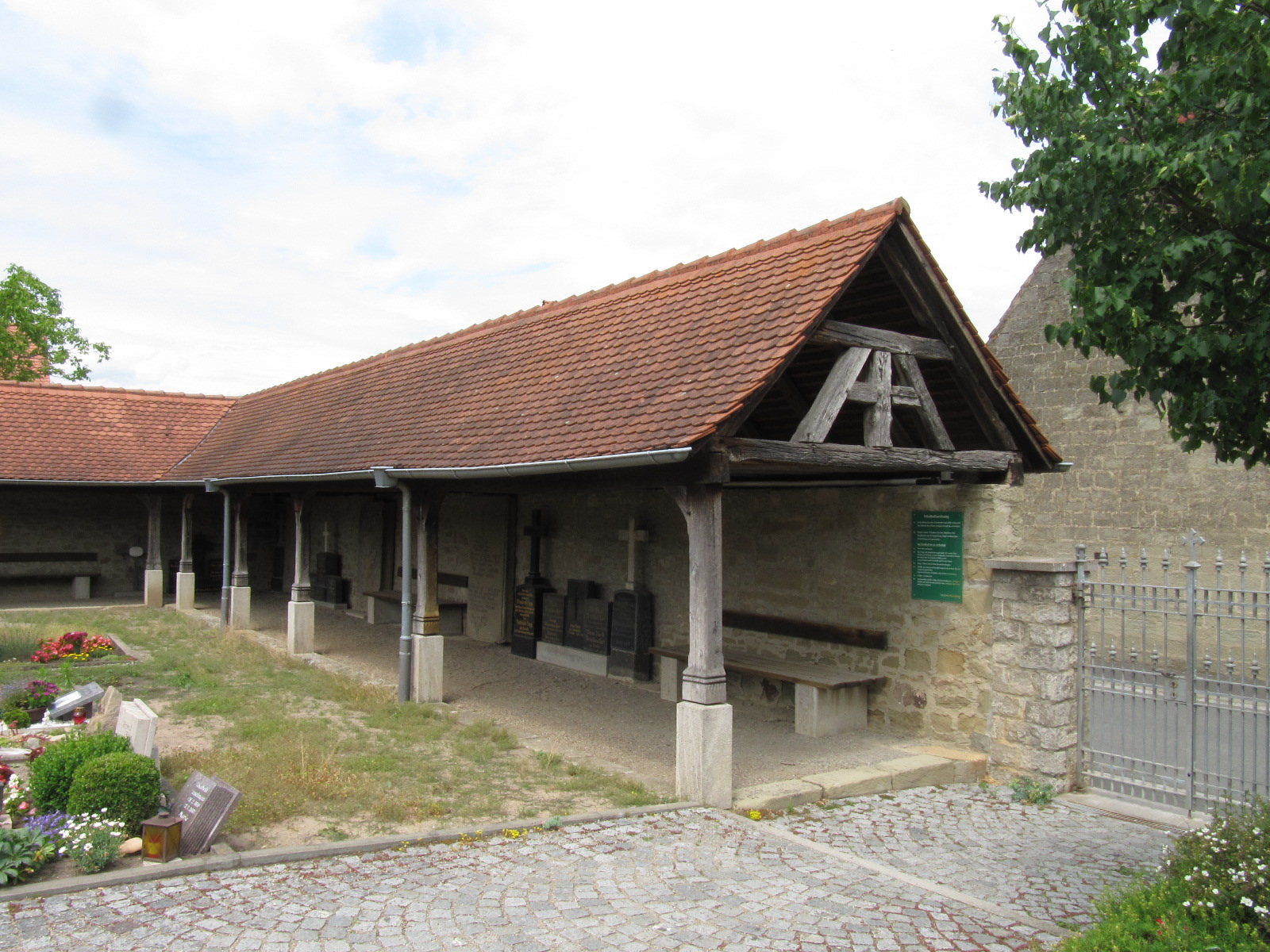
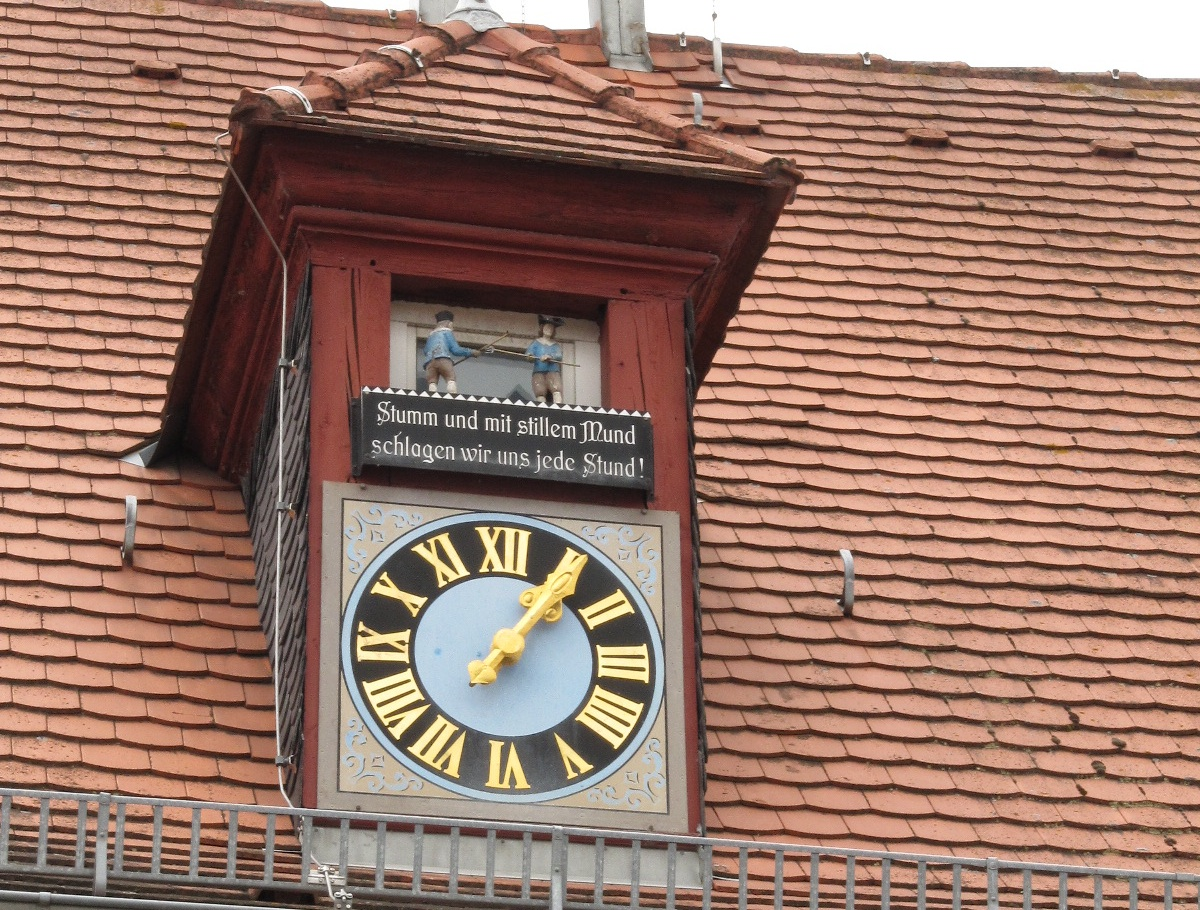